# Bài ca thống nhất
"Bài ca thống nhất" là một bài hát của nhạc sĩ Võ Văn Di được sáng tác vào khoảng năm 1975–1976, khi Việt Nam thống nhất hai miền sau chiến tranh. Bài hát được nghệ sĩ nhân dân Thu Hiền thu âm lần đầu vào năm 1976, phát trên sóng Đài Tiếng nói Việt Nam và cho đến nay vẫn thành công với tên tuổi của bà cũng như chính nhạc sĩ Võ Văn Di.
Bài hát cũng đã được nhiều ca sĩ khác trình bày thành công, được biết đến rộng rãi trong cả nước. Chủ đề "Bài ca thống nhất" cũng đã được sử dụng tại một số sự kiện, chương trình lớn nhỏ trong nước.

## Hoàn cảnh ra đời
Vào cuối tháng 4 năm 1975, khi chiến dịch Hồ Chí Minh của Quân Giải phóng miền Nam Việt Nam giành được thắng lợi, nhạc sĩ Võ Văn Di cùng đoàn văn nghệ sĩ của Đài Tiếng nói Việt Nam đi tàu thủy từ Bắc vào Nam để biểu diễn mừng ngày thống nhất đất nước. Nhạc sĩ có tâm trạng vui mừng vì Việt Nam đã thống nhất hai miền, nhìn trời mây biển cả và từ những cảm xúc đó đã sáng tác ca khúc "Bài ca thống nhất".
Bản thu đầu tiên của "Bài ca thống nhất" đã được nghệ sĩ Thu Hiền thể hiện vào năm 1976 và được phát trên sóng Đài Tiếng nói Việt Nam. Sau đó, bà có lần đầu tiên mang bài hát vào biểu diễn tại thành phố Hồ Chí Minh. Bên cạnh đó, cũng có một bản thu khác do nghệ sĩ Kim Phúc trình bày.

## Đón nhận và phổ biến
Sau khi ca khúc được phát sóng trên Đài Tiếng nói Việt Nam, bài hát "Bài ca thống nhất" đã nhận được sự yêu thích rộng rãi, hàng ngàn lá thư của khán giả gửi về bày tỏ cảm xúc về bản nhạc. Một số người Việt Nam ở nước ngoài về nước ăn Tết năm 1976 đã đồng thanh hát ca khúc. Theo nghệ sĩ Thu Hiền, trong cuộc đời đi hát của bà có đến 40 năm bà hát "Bài ca thống nhất" và đến 70 tuổi vẫn có khán giả yêu cầu bà thể hiện ca khúc. "Bài ca thống nhất" được cho là đã giúp tên tuổi nhạc sĩ Võ Văn Di trở nên nổi tiếng.
Nhiều ca sĩ khác cũng đã thể hiện ca khúc "Bài ca thống nhất" như Quang Linh, Thanh Thanh Hiền, Phạm Phương Thảo, Hồng Liên, Trọng Tấn,... Nghệ sĩ Phạm Phương Thảo chia sẻ rằng cô từng có ngày hát 11 lần ca khúc "Bài ca thống nhất" từ sáng đến đêm, tại nhiều sự kiện. Trong dịp kỷ niệm 40 năm và kỷ niệm 50 năm thống nhất Việt Nam lần lượt vào năm 2015 và năm 2025, một số chương trình, đêm nhạc đã lấy chủ đề "Bài ca thống nhất". Một cuộc vận động sáng tác nhạc được Hội Nhạc sĩ Việt Nam và Đài Truyền hình Thành phố Hồ Chí Minh phát động trong năm 2024–2025 cũng đã lấy chủ đề "Bài ca thống nhất".

## Nhận xét
Theo nhà phê bình Nguyễn Thụy Kha trên Tiền Phong, "Bài ca thống nhất" được Võ Văn Di viết mang đậm nhịp điệu hò khoan của vùng biển miền Trung. Nhạc sĩ Nguyễn Đình San cho biết bài hát có nét nhạc khá dàn trải nhưng lại được hát hơi nhanh với tiết tấu của nhịp 2/2, ông cũng nhận xét Thu Hiền có "chất giọng rất ngọt ngào, giàu màu sắc dân ca, đặc biệt là dân ca miền Trung", "diễn tả được hết ý tình tác giả gửi gắm trong tác phẩm", đồng thời cho rằng chưa có nữ nghệ sĩ nào hát thành công hơn bà.